# Der Aufenthalt
Der Aufenthalt é um filme de drama alemão de 1983 dirigido e escrito por Frank Beyer. Foi selecionado como representante da Alemanha Oriental à edição do Oscar 1984, organizada pela Academia de Artes e Ciências Cinematográficas.

## Elenco
- Sylvester Groth - Mark Niebuhr
- Fred Düren - General Eisensteck
- Matthias Günther - Hauptsturmführer
- Klaus Piontek - Major Lundenbroich
- Alexander van Heteren - Jan Beveren
- Hans-Uwe Bauer - Obergefreiter Fenske